# Dokkolás (molekuláris)

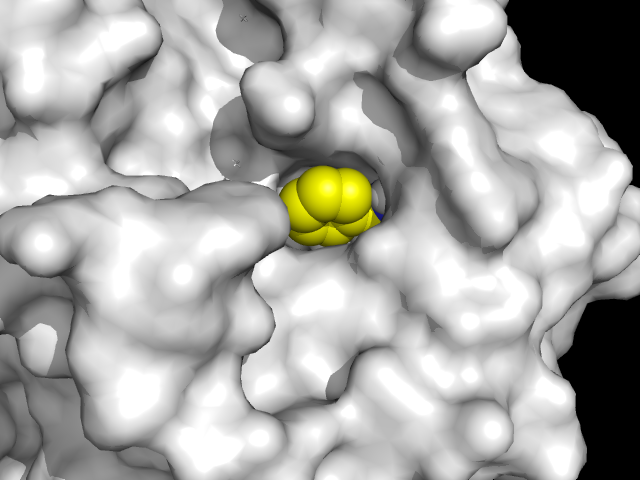
Dokkolással számított komplex geometria

A (molekuláris) dokkolás olyan molekulamodellezési módszer, melynek során egy kismolekula (ligandum, gyógyszermolekula) és egy makromolekula (fehérje, dezoxiribonukleinsav) kölcsönhatását számítják. A számítás során egyrészt meghatározásra kerül a kötődés helye és geometriája; másrészt a kölcsönhatás szabadentalpia változása.
A molekuláris dokkolás fontos szerepet játszik a racionális gyógyszertervezésben. Az ismert célfehérjéjű gyógyszerek esetében a kötőhely geometriája alapján molekuláris dokkolás segítségével a kismolekulák viselkedése a fehérjén jósolható. A számított kötődési energiák alapján a legígéretesebb gyógyszerjelölt vegyületek kiszűrhetők. Mivel a molekuláris dokkolás sokkal költséghatékonyabb, mint a kísérletes vizsgálati módszerek, segítségével a gyógyszertervezés első fázisa felgyorsítható. Ugyanakkor a molekuláris dokkolás önmagában jelenlegi pontossága mellett nem helyettesíti a kísérleteket.

## Külső hivatkozások
- Bikadi Z, Kovacs S, Demko L, Hazai E: Molecular Docking Server. (Hozzáférés: 2008. július 15.) „Online molekuláris dokkolási alkalmazás”